# Bavel Interglaciaal
| Serie Tijdvak                           | Super-etage Super-tijd | Etage Tijd | Tijd geleden (Ma) |
| --------------------------------------- | ---------------------- | ---------- | ----------------- |
| Pleistoceen                             | Cromerien              | Cromerien  | 0,85 - 0,42       |
| Pleistoceen                             | Bavelien               | Dorst      |                   |
| Pleistoceen                             | Bavelien               | Leerdam    |                   |
| Pleistoceen                             | Bavelien               | Linge      |                   |
| Pleistoceen                             | Bavelien               | Bavel      | 1,03 - 0,96       |
| Pleistoceen                             | Menapien               |            |                   |
| Blauw: Koud - Roze: Warm (kolom Etages) |                        |            |                   |

Het geologisch tijdperk Bavel Interglaciaal of Interglaciaal van Bavel is de oudste etage uit de super-etage Bavelien van de serie Pleistoceen. Het Bavel Interglaciaal volgt op het Menapien (een glaciaal) en gaat vooraf aan het Linge Glaciaal.

## Ontdekking en naamgeving
In de jaren 1968-1984 werden klei-, zand- en grindwinningen in de omgeving van het dorp Bavel bij Breda regelmatig door geologen van de toenmalige Rijks Geologische Dienst bezocht om de afzettingen die ter plaatse ontsloten waren te bestuderen. In deze afzettingen was plaatselijk een opvallende molluskenfauna aanwezig. De fauna bestond uit soorten die in diverse land- en zoetwater biotopen leefden. Bovendien was een betrekkelijk groot aantal soorten uitgestorven, zoals Valvata goldfussiana, Lithoglyphus jahni en Pisidium clessini of was nog nooit eerder gevonden (Fagotia wuesti). Dit was aanleiding voor een nader onderzoek wat o.a. bestond uit bestudering van het fossiel pollen. Aanvankelijk werd gedacht dat de afzettingen gevormd waren tijdens het tweede deel van het Waalien ('Waalien-C') maar later bleek uit een combinatie van de resultaten van het pollen onderzoek en het onderzoek naar de algemene geologie in de omgeving dat sprake moest zijn van een tot op dat ogenblik nog onbekend interglaciaal.
De ontdekking van het Bavel Interglaciaal als een aparte periode is niet door alle specialisten opgemerkt. Men moet er bedacht op zijn dat afzettingen of fauna's die men een Waalien ouderdom toeschrijft, in werkelijkheid tot het Bavel Interglaciaal kunnen behoren. Een 'Waalien' afzetting waarvan het paleomagnetisme 'normaal' is, kan men met zekerheid als Bavel Interglaciaal beschouwen.

## Vegetatie
De meest kenmerkende boom van het Bavel Interglaciaal is de hemlockspar (Tsuga). Het boompollen kan voor enkele tientallen procenten uit stuifmeel van deze soort bestaan. De bosvegetatie wordt, behalve door de soorten van het gemengde eikenbos, zoals eik (Quercus), linde (Tilia), iep (Ulmus) en es (Fraxinus), verder vooral gekenmerkt door het voorkomen van de haagbeuk (Carpinus).

## Molluskenfauna

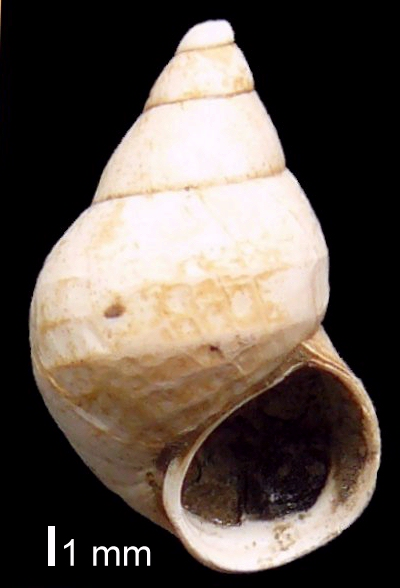
Parafossarulus crassitesta (Brömme, 1885)

De molluskenfauna van dit interglaciaal is bijzonder. In feite was zij de aanleiding tot nadere bestudering van de afzettingen en de uiteindelijke ontdekking van het Bavel Interglaciaal. De rijke fauna's bevatten een aantal riviersoorten waarvan Valvata salebrosa, Tanousia runtoniana, Parafossarulus crassitesta en Fagotia wuesti het meest opvallen. Andere belangrijke soorten zijn Borysthenia goldfussiana, Lithoglyphus jahni, Corbicula fluminalis, Pisidium clessini en Perforatella bidentata (de laatste is een landslak). Valvata salebrosa is verder alleen bekend van afzettingen uit het Tiglien in een kleigroeve bij Maalbeek in de buurt van Tegelen. Tanousia runtoniana was tot de vondst uit het Bavel interglaciaal alleen uit het type Cromerian van West Runton bekend. Fagotia wuesti duidt op invloeden vanuit Thüringen en het pontokaspische faunagebied.

## Zoogdierfauna
Voor de zoogdieren lijkt het Bavel Interglaciaal een belangrijk keerpunt in de kwartaire geschiedenis. Kleine zoogdieren (muizen, spitsmuizen, woelmuizen, etc.) migreerden uit Eurazië en verspreidden zich in West-Europa. Fossiele resten in een kleigroeve bij Dorst lijken op de intrede van de steppenmammoet in Nederland al tijdens het Bavelien te wijzen.

## Paleomagnetisme
In de kleiige afzettingen is de richting van het aardmagnetisch veld zoals dat tijdens de sedimentatie van de klei bestond, gemeten. Hieruit blijkt dat er tijdens het Bavel interglaciaal een omslag in het aardmagnetisch veld heeft plaatsgevonden. Bovenin is de richting van het veld zoals we dat tegenwoordig kennen ('normaal' of 'positief' paleomagnetisme), daaronder is het tegenovergesteld ('revers' of 'negatief' paleomagnetisme). Uit deze overgang en de begeleidende stratigrafische gegevens leidt men af dat het positieve magnetisme duidt op de aanwezigheid van de 'Jaramillo subchron': de ondergrens van deze periode is dus aanwezig in het Bavel interglaciaal. Dit is een belangrijke waarneming want de ouderdom van de grenzen van deze aardmagnetische perioden zijn bekend. De ondergrens van de Jaramillo subchron ligt op ca. 1,06 Ma.

## Zuurstofisotopenstratigrafie
Doordat de ondergrens van de Jaramillo subschron aanwezig is in het Bavel Interglaciaal, betekent dit dat er een correlatie gemaakt kan worden naar de zuurstofisotopenstratigrafie van de oceaan. Aangezien de basis van de Jaramillo subchron (1,06 Ma) aanwezig is in MIS 31 (MIS = Marine Isotope Stage) kan het Bavel Interglaciaal vrijwel zeker met deze isotopenetage gecorreleerd worden. Het is niet waarschijnlijk dat jongere isotopenetages binnen het interglaciaal vallen.